# Mart Laar

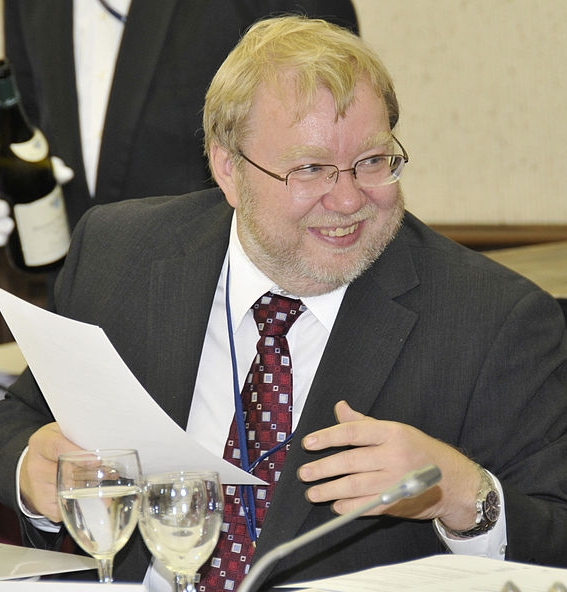
Mart Laar

Mart Laar (* 22. dubna 1960, Viljandi) je estonský politik a historik. V letech 1992–1994 a 1999–2002 byl premiérem Estonska. V letech 2011–2012 byl ministrem obrany (ve vládě Andruse Ansipa). V dubnu 2013 Riigikogu jmenoval Laara předsedou dozorčí rady Estonské banky, jeho funkční období začalo 12. června 2013. Je představitelem konzervativně-liberální strany Isamaa ja Res Publica Liit. 
Bývá mu připisována zásluha na ekonomickém rozvoji Estonska v 90. letech, jeho reformy patřily v postsovětském bloku k nejrazantnějším, jejich součástí byl mimo jiné i český model kupónové privatizace. Jeho první vláda nicméně musela odstoupit po sérii skandálů. Měl zásadní podíl na prozápadní geopolitické orientaci Estonska po pádu SSSR.
Média a veřejnost mu přidělily přezdívku mõmmibeebi (medvídek), pro jeho menší, zavalitou postavu.